# Prosimulium italicum
Prosimulium italicum är en tvåvingeart som beskrevs av Rivosecchi 1967. Prosimulium italicum ingår i släktet Prosimulium och familjen knott.
Artens utbredningsområde är Italien. Inga underarter finns listade i Catalogue of Life.